# Norman Hunter (żużlowiec)
Norman Frederick Hunter (ur. 21 lutego 1940 w Londynie) – brytyjski żużlowiec.

## Życiorys
W latach 1964–1972 wielokrotnie startował w eliminacjach indywidualnych mistrzostw świata. W 1968 r. zdobył w Londynie tytuł drużynowego mistrza świata.
W 1965 r. zdobył w barwach klubu West Ham Hammers złoty medal drużynowych mistrzostw Wielkiej Brytanii.